# Gasolin'
Gasolin' fue una banda de rock, oriunda de Copenhague (Dinamarca), en el barrio de Christianshavn. Creada en 1969 por Kim Larsen, Franz Beckerlee y Will Jønsson. Su primer baterista fue el ya fallecido Bjørn Uglebjerg, quien fue reemplazado por Søren Berlev en 1971.
El guitarrista Franz Beckerlee fue influenciado por Jimi Hendrix, mientras que el vocalista Kim Larsen recibió influencias de Bob Dylan tanto en su estilo vocal como en las letras que escribía; por otra parte Jønsson y Berlev tomaron a The Beatles como inspiración. Sin embargo, lograron desarrollar un estilo más bien propio. La sensibilidad pop de Kim Larsen, la actitud artística de Franz Beckerlee y las habilidades musicales de Will Jønsson eran la receta para el éxito y las letras de sus canciones eran escritas generalmente por toda la banda, y ocasionalmente con la ayuda de su amigo Mogens Mogensen.

## Biografía
Franz Beckerlee y Will Jønsson se conocían desde niños, desde que se hicieron músicos y empezaron a tocar juntos tuvieron el anhelo de formar una banda, Beckerlee se sentía a gusto en casa de Jønsson, ya que en la suya recibía escasa atención por parte de sus abuelos. Larsen se les unió después de leer un aviso puesto por Christianshavn. Tiempo después Bjørn Uglebjerg se transformó en el baterista de la banda, para luego ser reemplazado por Søren Berlev.
En 1970 Gasolin' lanzó su primer single "Silly Sally, luego vino "Child Of Institution" y "Johnny The Jackpot", estos tres singles fueron cantados en inglés. Sin embargo, su primer álbum, y también los siguientes, tenían canciones en danés y fueron un éxito. Aunque también ocasionalmente cantan en inglés, encontraron en su lengua madre un idioma con el cual se podían expresar con mayor elocuencia, lo que fue bien acogido por el público y la crítica de su país.
De 1972 a 1978 Gasolin' fue la banda de rock más popular en Dinamarca. Con el productor Roy Thomas Baker vieron la luz clásicos tales como "Gasolin' 3", "Gas 5" y "Efter Endnu En Dag". Algunos los consideran como "los Beatles daneses<", ya que con cada álbum alcanzaban un éxito mayor al que tenían antes. Sin embargo, la banda se separó en 1978 debido a problemas entre sus miembros, además que no lograron entrar al mercado internacional.
Luego de la separación, Kim Larsen inició una carrera solista que tendría mucho éxito, su álbum "Mid Om Natten" (1983) es el disco más vendido en la historia de Dinamarca. Jønsson y Berlev tocaron como músicos de sesión en varias bandas, mientras que Beckerlee también ha desarrollado una carrera artística por sí solo, aunque ha tocado junto a Berlev en "Christianhavns Bluesband", que en 1978 lanzaron "No Kiddin".
En 1991 salió un disco compilatorio llamado ""'Rabaldestrade Forever" que fue un éxito de ventas, así como también "The Black Box", un box-set del año 2003; mientras que en el año 2006, una película llamada "Gasolin' 4-ever" dirigida por Anders Østergaard se transformó en el documental más exitoso en la historia de Dinamarca. No obstante y, a pesar de esto, la banda ha rechazado la posibilidad de volver a reunirse.

## Discografía
Álbumes de Estudio
- 1971: Gasolin'
- 1972: Gasolin' 2
- 1973: Gasolin' 3
- 1974: Gasolin' (inglés)
- 1974: The Las Jim
- 1974: Stakkels Jim
- 1975: Gas 5
- 1976: What A Lemon
- 1976: Efter Endnu En Dag
- 1977: Gør Det Noget
- 1978: Killin' Time